# Je vais t'aimer (comédie musicale)
Pour l’article homonyme, voir Je vais t'aimer.
Je vais t'aimer est une comédie musicale juke-box franco-québécoise créée à Lille en octobre 2021, s'inspirant du répertoire du chanteur français Michel Sardou.

## Postulat
L'intrigue de la comédie musicale repose sur le récit de souvenirs de famille, servant de prétexte à des allers-retours entre différents lieux et époques.
Le quotidien Le Monde résume ainsi l'argument de la comédie : « En 2004, sur le pont d’un paquebot en partance du Havre pour New York, un jeune homme explique à une jeune femme que ce voyage se fait avec des membres de sa famille et des proches qui l’avaient effectué des années plus tôt. Et nous voici transportés en 1962, sur le France, avec Nicole, Louise, Thomas, Léo, Mike et Antoine, protagonistes d’une histoire construite en allers et retours entre les époques et les lieux. Les épisodes collent aux textes des chansons […] ».

## Distribution[2]
- Emji : Louise
- Vinicius Timmerman : Thomas
- Philippe Touzel : Antoine
- Sofia Mountassir : Nicole
- Boris Barbé : Léo
- Hobbs : Mike
- Yohan Stephen : Mike / le serveur
- Hakob Ghasabian / Axel : Nicolas
- Mayrina Chebel : Leïla
- Jeanne Gateau : Aïsha

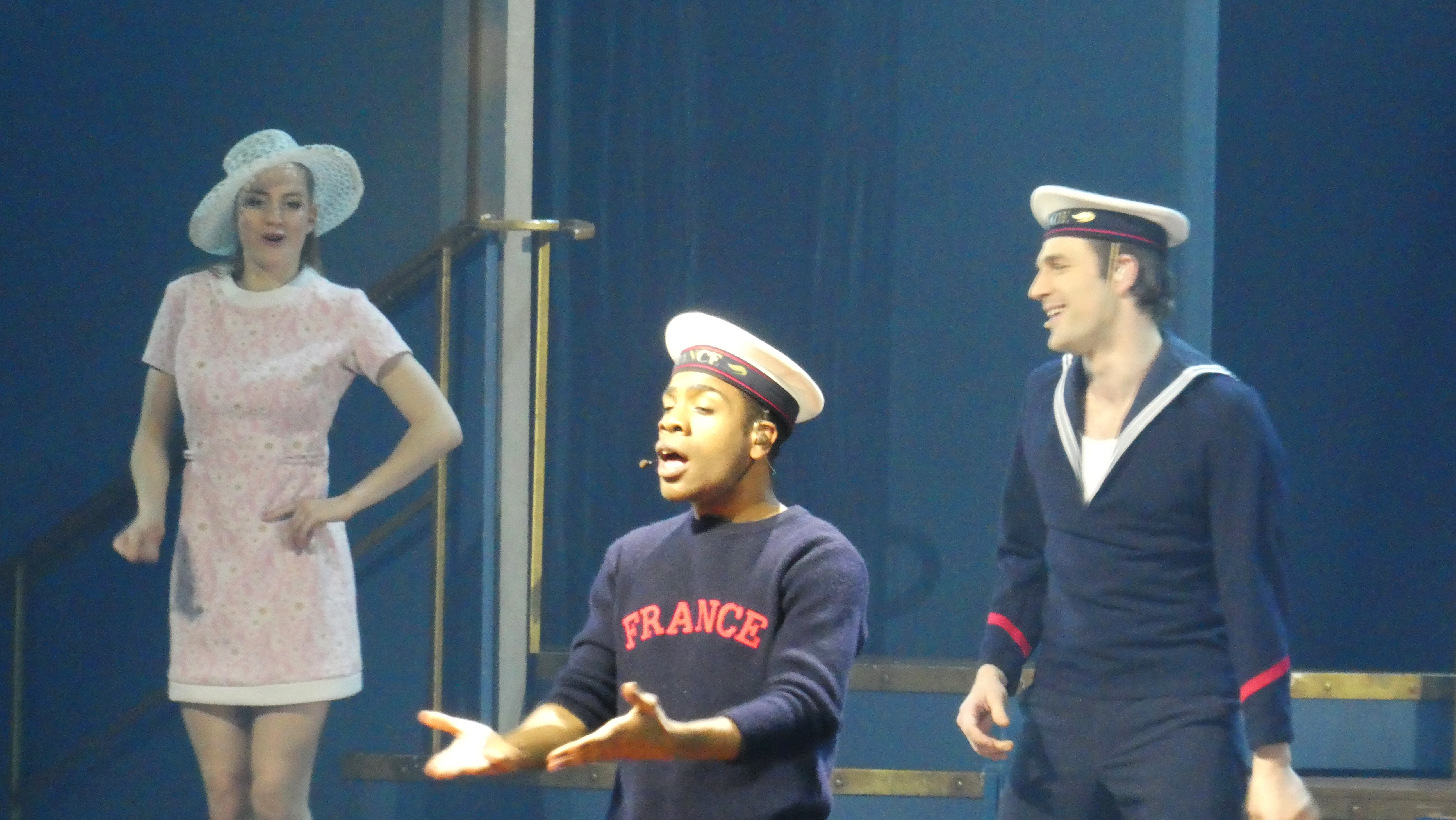
Hobbs et Vinicius Timmerman durant le tableau Le France.

- Lisa Teston / Noeline Montella : Jeanne
- Alexis Durand : le serveur / le danseur
- Pierre Carta : ensemble, doublure Thomas

Participations exceptionnelles au Casino de Paris les 27, 28, 29 septembre ainsi que les 4 et 6 octobre 2024 :
- Lucie Bernardoni : Louise
- Axel Marbeuf : Nicolas

À l’issue des représentations, la participation d’Axel Marbeuf s'est poursuivie sur 11 autres dates lors de la tournée entre le 11 octobre et le 17 novembre 2024.
Lucie Bernardoni a également repris le rôle de Louise pour deux représentations exceptionnelles le 17 novembre 2024 à Lyon et le 24 novembre à Rouen.
Participation exceptionnelle pour 6 représentations lors de la tournée entre le 21 novembre et le 7 décembre 2024 :
- Timéo Beasse[4] : Nicolas

## Création

### Une comédie musicale juke-box
Les chansons de la comédie musicale sont issues du répertoire du chanteur français Michel Sardou. Le postulat repose sur une idée originale de Frank Montel. Elles sont cependant réorchestrées par Quentin Bachelet et Phillipe Uminiski[réf. à confirmer].
Le livret est signé Serge Denoncourt. La démarche du librettiste et metteur en scène n'est pas de réaliser un biopic, selon ses propres déclarations, mais de tisser une histoire en puisant dans le répertoire de Michel Sardou car "théâtral", et, selon le producteur Roberto Ciurleo, universel. France Inter note cependant que certaines chansons très populaires, incluses dans la comédie musicale, s'écartent du fil narratif.

### Un intérêt mitigé
La création de la comédie suscite un engouement médiatique relatif. Elle est néanmoins généreusement relayée par la presse régionale en amont, La Voix du Nord, par exemple, présentant la comédie comme "un des événements musicaux de la rentrée" et prédisant un triomphe.
La presse nationale généraliste la médiatise en aval, quelques jours après la première représentation,,, à l'exception de France Info qui lui dédie un article un jour avant la première.
Le quotidien québécois La Presse s'intéresse à l'événement, et à la différence culturelle entre le metteur en scène québécois Serge Denoncourt et le public français.

## Production et distribution

### Production

#### Coproduction

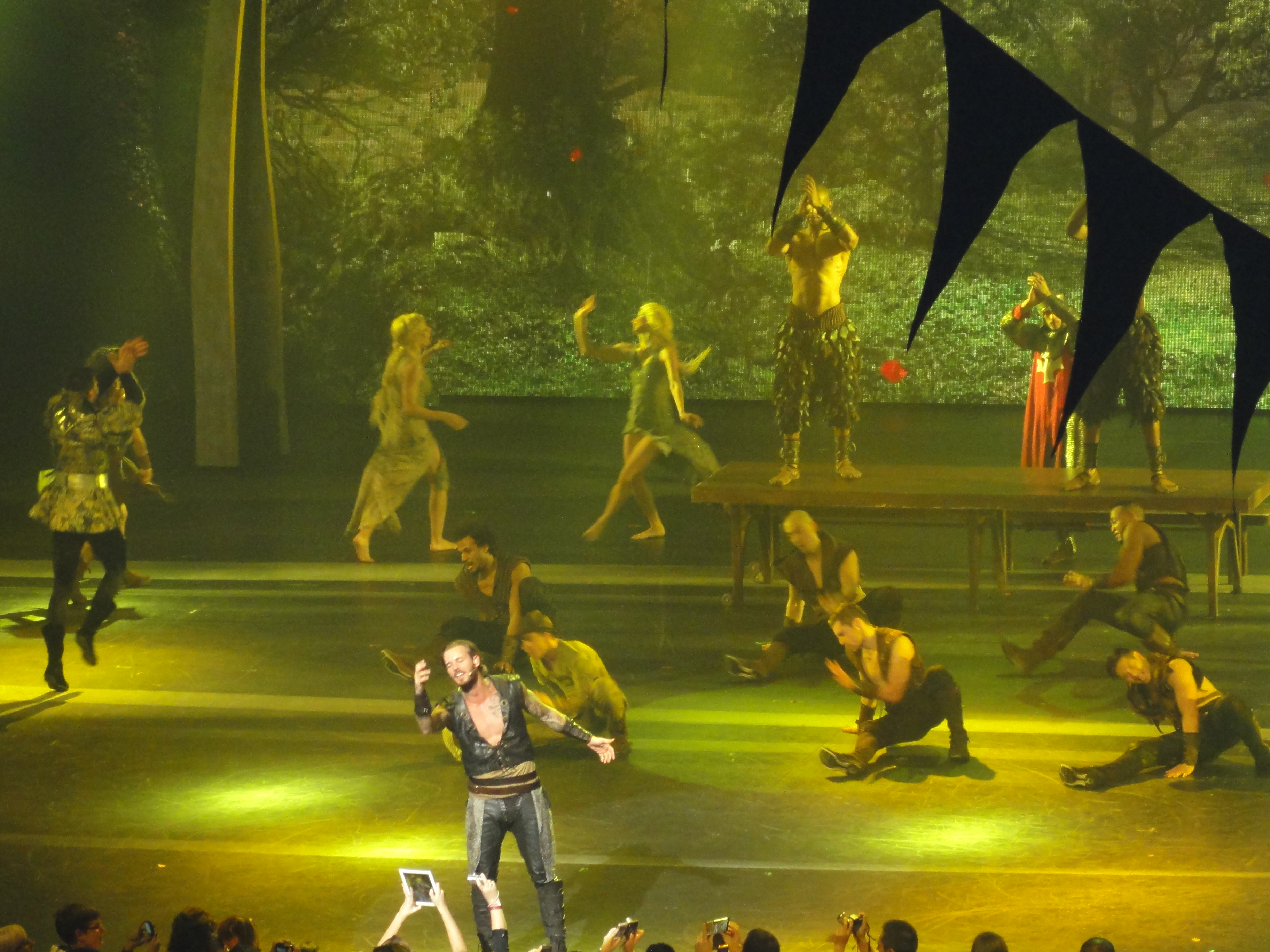
Robin des Bois, précédent succès de Ciurleo.

Le spectacle est imaginé par Frank Montel et produit par Roberto Ciurleo et Frank Montel, tous deux issus du groupe NRJ.
Il ne s'agit pas de la première comédie musicale que coproduit Roberto Ciurleo, ce dernier étant également coproducteur de la comédie musicale Robin des bois (2013-2014), ayant rencontré un succès commercial, et de Bernadette de Lourdes (2019).

#### Coût
Le budget de Je vais t'aimer est de six millions d'euros.

### Distribution

#### Chanteurs
L'équipe est composée de 17 artistes parmi lesquels Tony Bredelet (dans le rôle d'Antoine), Boris Barbé (Léo), Vinicius Timmerman (Thomas), Hakob Ghasabian (Nicolas) et d'autres.
Certains sont d'anciens participants de l'émission The Voice[source secondaire souhaitée].

## Tournée

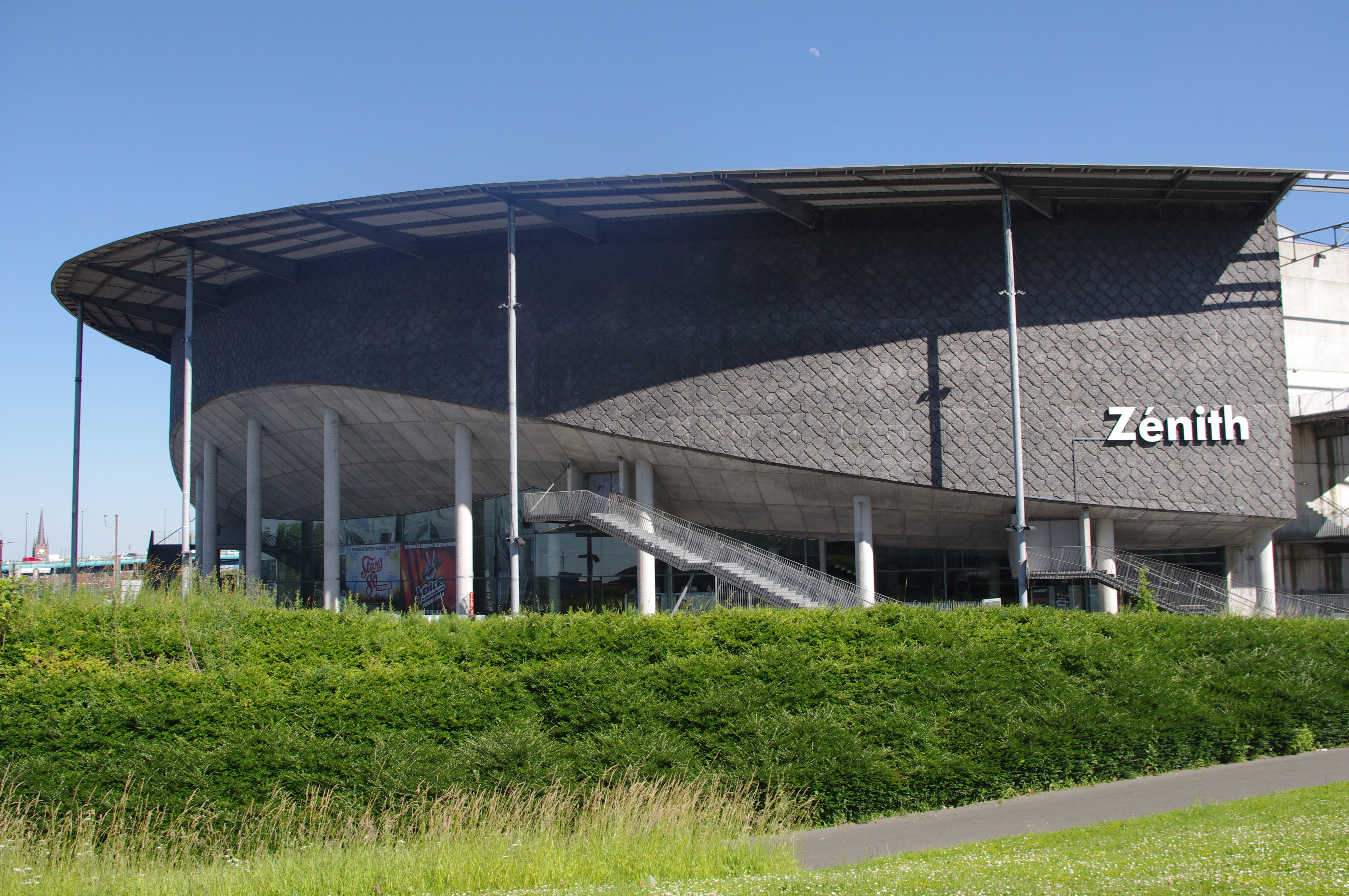
Le Zénith de Lille où le spectacle fait ses débuts.

La comédie musicale est créée au Zénith de Lille le 21 octobre 2021. La tournée débute ainsi à Lille, en octobre de la même année, et s'achève en juin 2022.
La tournée est interrompue en janvier en raison de la 5e vague en France de la pandémie de Covid-19.
En 2024, le succès de la comédie musicale permet de prolonger la tournée jusqu'au 13 décembre.

## Galerie du spectacle
Photos prises à Forest National, le 10 février 2023 :

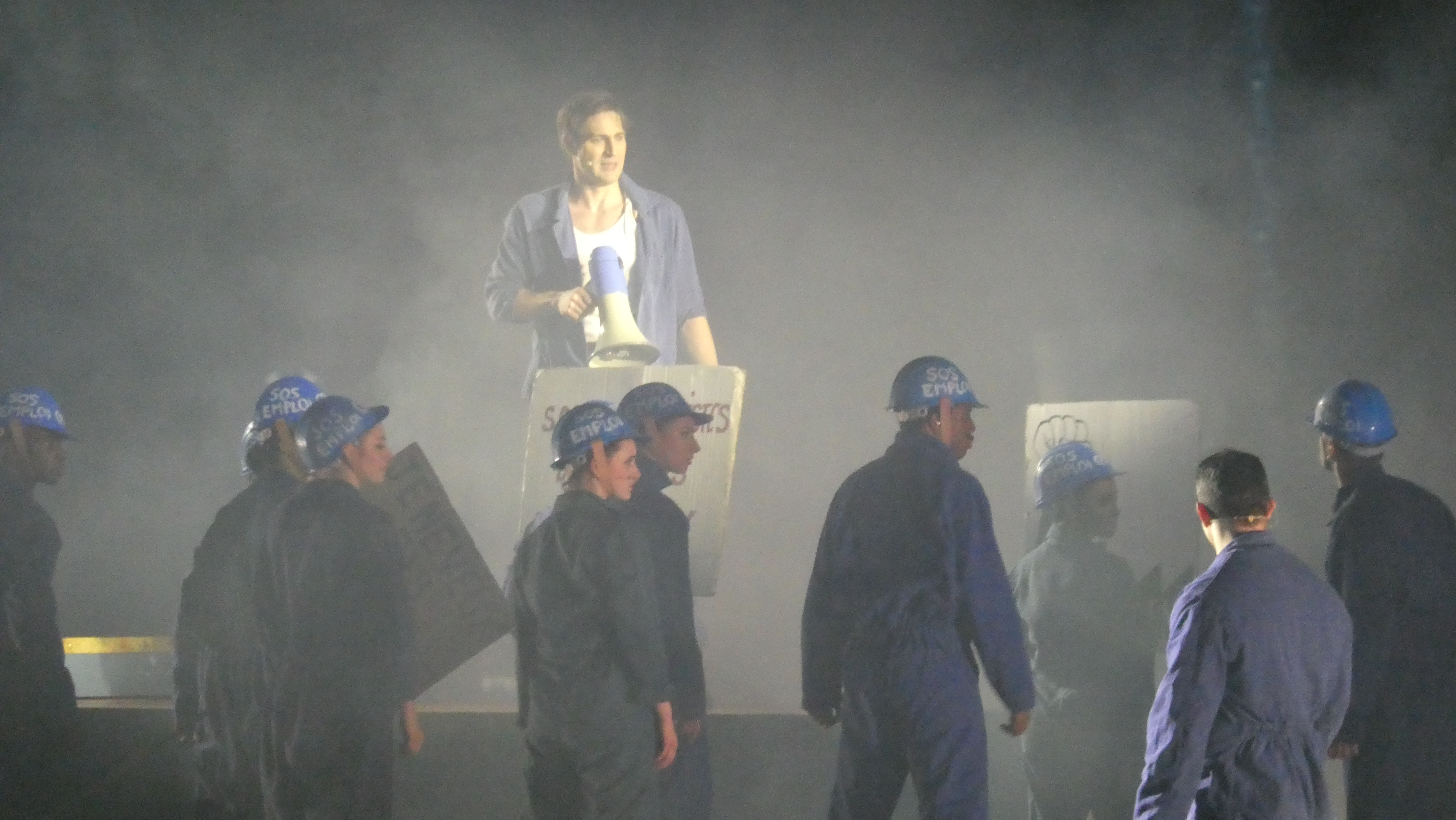
J'accuse
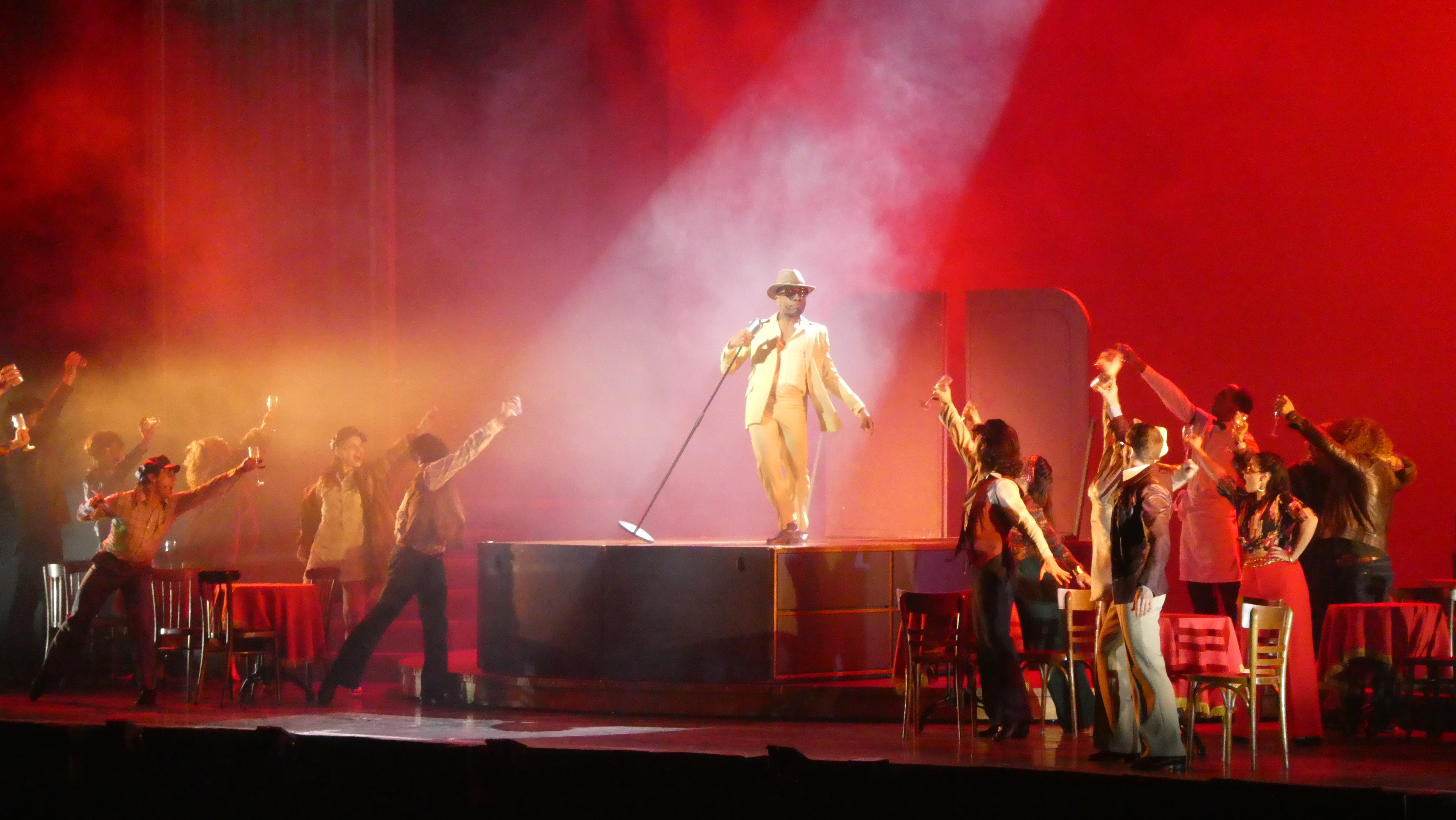
La Java de Broadway
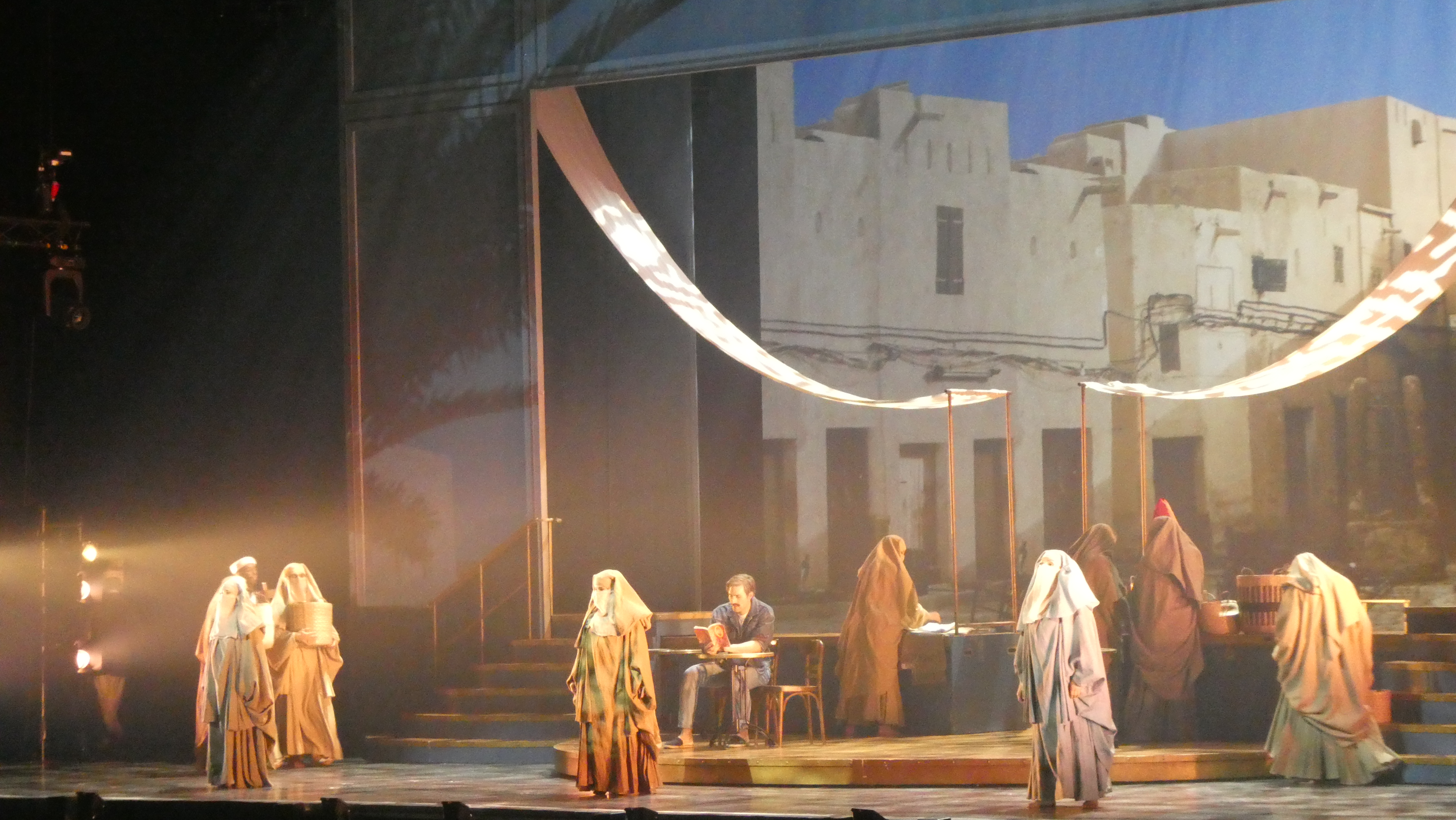
Musulmanes
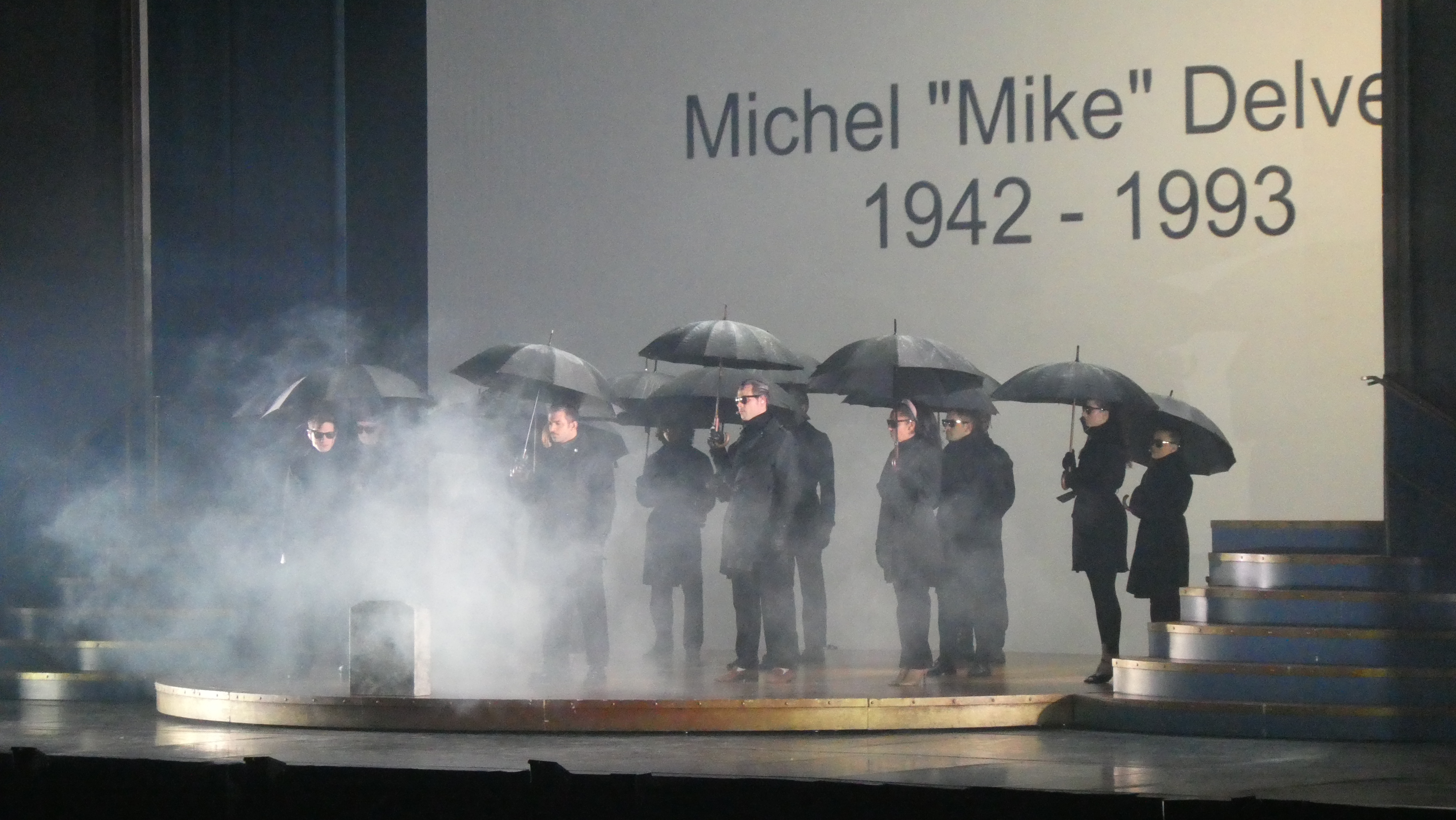
La Rivière de notre enfance
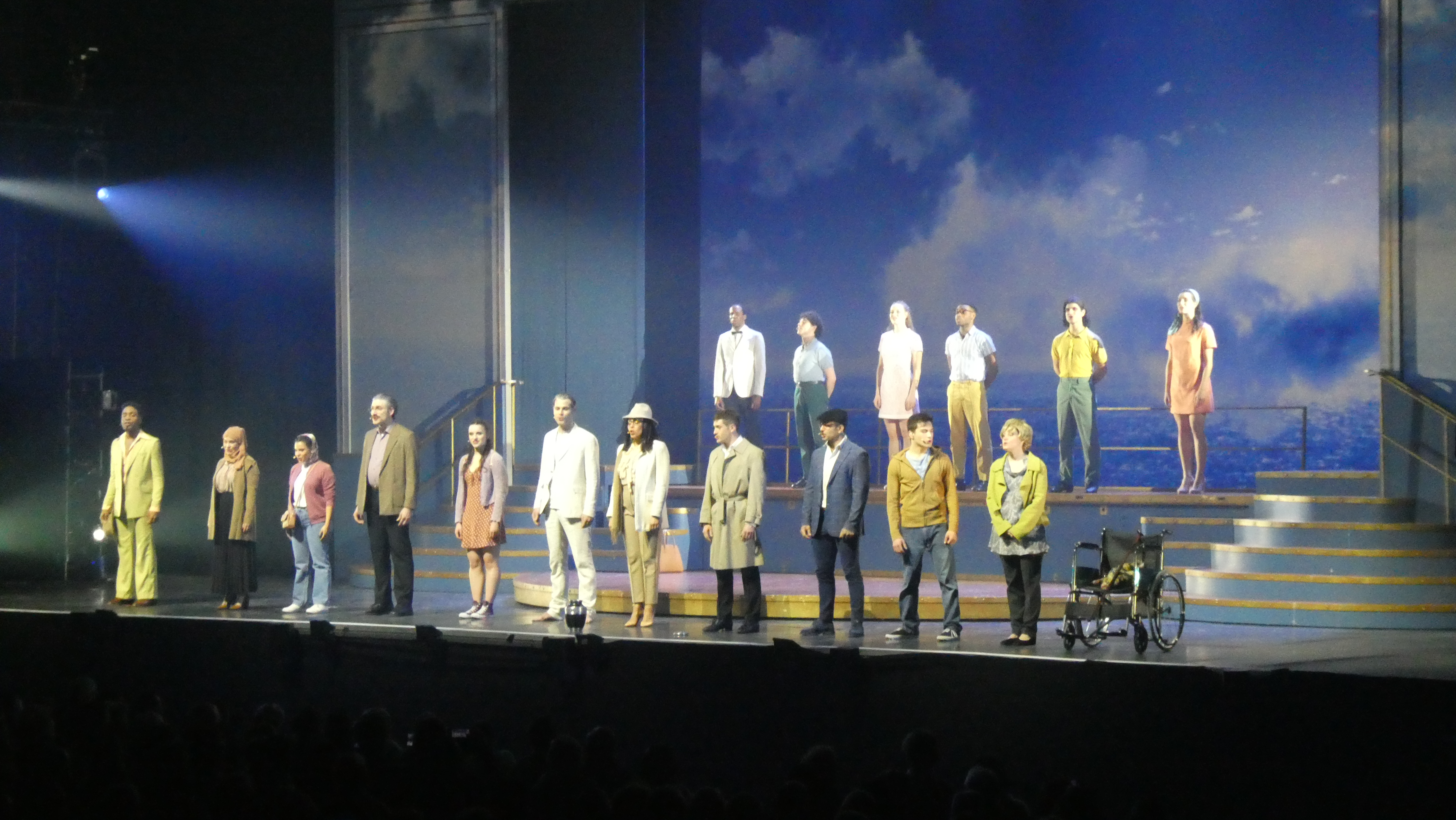
L'ensemble de la troupe

## Numéros musicaux
La comédie musicale reprend 25 chansons.
- La Rivière de notre enfance
- S'enfuir et après
- Le privilège
- Parlons de toi, de moi
- Musulmanes
- Parce que c'était lui, parce que c'était moi
- Chanteur de jazz
- Les lacs du Connemara
- Etre une femme
- Je ne suis mort, je dors
- Le prix d'un homme
- Je vole
- En chantant
- Mon fils
- La java de Broadway
- Je vais t'aimer
- J'accuse
- Un accident
- Le France
- Une fille aux yeux clairs
- Les vieux mariés
- La maladie d'amour
- Les bals populaires
- J'habite en France
- Les Ricains

## Accueil critique et commercial
Les critiques sont positives,, avec quelques réserves pour certains,. Le groupe RTL pointe que l'histoire est particulièrement élaborée pour une comédie musicale, mais déplore sa complexité.
Malgré un pari qualifié de "risqué" à l'origine, la comédie musicale rencontre le succès.